# Bernardino Occhino
Bernardino Occhino (eller Ochino), född 1487 i Siena död 1564, var en av reformationstidens märkligare personligheter. Han blev 1538 kapucinordens generalvikarie. Utan egentliga studier, men utrustad med en ovanlig begåvning, särskilt med stor förmåga att tala, hänförd av religiös värme och rastlös verksamhetsiver samt i besittning av det anseende, som ett till synes rent liv skänkte, var Occhino en av sin tids väldigaste och mest inflytelserika predikanter. 
Genom spanjoren Juan de Valdès och genom sin landsman Peter Martyr Vermigli närmare bekant med reformationens idéer, blev han emellertid själv protestant och började i Venedig 1542 offentligt predika "den nya läran", särskilt den augustinska
rättfärdiggörelseläran. Av den förtörnade påven kallad till Rom och hotad av inkvisitionen, lämnade han Italien och flydde till Genève samt begav sig därifrån till Basel 1545, därifrån till Augsburg och slutligen över Strassburg till  London 1547, där han blev pastor för en av andra italienska flyktingar bestående evangelisk församling. 
Vid den katolska Marias tronbestigning flydde han åter till Schweiz, där han 1555 i Zürich kom under inflytande av Lælius Socinus. I såväl predikningar som skrifter, i synnerhet i en 1561 utgiven katekes och i sitt 1563 utgivna huvudverk, Dialogi XXX de Messia et de trinitate, ansågs han ha uttalat tvivel på arvsynden, försoningen och sakramenten, varjämte han röjde antitrinitariska idéer. Han beskylldes också för att ha försvarat polygamins berättigande. På grund av allt detta avsatt från sin predikantbefattning i Zürich, begav han sig till Polen samt, utvisad därifrån, till Mähren, där han dog i pesten.